# 三馬正敏
三馬 正敏（さんま まさとし、1977年8月18日 - ）は、日本のカヌー選手。徳島県那賀郡那賀町出身。徳島県カヌー協会所属。2008年北京オリンピック代表。長尾寛征と組んでスラロームカナディアンダブルスに出場し準決勝敗退、9位となった。徳島県立那賀高等学校卒業。身長は170cm、体重は62kg。血液型はA型。

## 主な戦歴
| 年月   | 大会                                       | 順位 |
| ------ | ------------------------------------------ | ---- |
| 2002年 | ジャパンカップ第3戦                        | 1位  |
| 2005年 | ジャパンフリータスタイルカヤックサーキット | 3位  |
| 2006年 | 北陸大会                                   | 2位  |
| 2006年 | 四国本山大会                               | 2位  |
| 2007年 | 四国本山大会                               | 2位  |
| 2008年 | 北京五輪アジア最終予選                     | 2位  |
| 2008年 | 北京五輪スラロームカナディアンダブルス     | 09位 |